# Cryptocercus parvus
Cryptocercus parvus är en kackerlacksart som beskrevs av Philippe Grandcolas och Y. C. Park 2005. Cryptocercus parvus ingår i släktet Cryptocercus och familjen Cryptocercidae. Inga underarter finns listade i Catalogue of Life.